# Austin Clapp
Austin Clapp (Estados Unidos, 8 de noviembre de 1910-22 de diciembre de 1971) fue un nadador estadounidense especializado en pruebas de estilo libre, donde consiguió ser campeón olímpico en 1928 en los 4 × 200 metros.

## Carrera deportiva
En los Juegos Olímpicos de Ámsterdam 1928 ganó la medalla de oro en los relevos de 4 × 200 metros estilo libre, con un tiempo 9:36.2 segundos), por delante de Japón (plata) y de Canadá (bronce); sus compañeros de equipo fueron los nadadores: George Kojac, Walter Laufer y Johnny Weissmuller.